# 렘수면
렘수면(REM 睡眠) 또는 급속 안구운동 수면(急速 眼球運動 睡眠, 영어: rapid eye movement sleep, REM sleep, REMS) 또는 역설적수면(逆說的 睡眠, 영어: paradoxical sleep)은 깨어 있는 것에 가까운 얕은 수면이며 안구의 빠른 운동에 의해 구분된 수면의 한 단계이다. 렘수면은 토닉 (tonic)과 페이식 (phasic)이라는 두 단계로 구분되며 이 이름은 1950년 초기 유진 애서린스키 (Eugene Aserinsky)와 너새니얼 클라이트먼 (Nathaniel Kleitman)이 지어 정의한 것이다.
렘수면의 기준은 급속 안구 운동을 포함하는 것뿐 아니라, 낮은 근간장과 낮은 전압의 EEG를 포함한다. 이 특징들은 다원수면도 (polysomnogram)에서 쉽게 볼 수 있다. 이 수면연구는 일반적으로 수면장애가 의심되는 환자에게서 행해졌다.
성인의 렘수면은 일반적으로 총 수면의 약 20~25%로 발생한다. 밤시간 수면의 90~120분 정도로 반복된다. 보통 밤 수면 동안 사람은 흔히 렘수면의 5단계를 경험하는 렘 사이클을 갖는다. 이미 렘수면의 한 단계가 지난 짧은 시간 동안에 많은 동물들과 몇몇 사람은 깨는 경향이 있거나 아주 얕은 잠을 경험하는 경향이 있다. 갓난아이는 총 수면의 80%가 렘수면이다. 렘수면의 양은 나이와 관련한다. 렘수면 동안 뇌의 신경활동은 깨어있을 때와 상당히 유사하다. 그러나 몸은 이완상태이기 때문에 불수가 된다. 이러한 이유로 렘수면 단계는 역설적 수면(Paradoxical sleep)이라고도 불린다. 이는 렘수면 동안 뇌파는 억제되지 않는 것을 의미한다. 렘수면은 생리적으로 수면의 다른 용어와 다르다. 이것은 비렘수면에서도 함께 언급된다. 렘수면 동안의 꿈은 눈에 보이는 듯이 선명하게 발생한다.

## 생리학
생리학적으로 Pontine tegmentum에 위치한 렘수면 세포로 알려진 특정 뇌간(brain stem)의 뉴런은 특징적으로 렘수면 동안에 활성화 된다. 그리고 아마도 그것의 발생에 반응적 일 수 있다.
렘수면 동안 특정 모노아민 (노르에피네프린, 세로토닌, 히스타민)과 같은 신경전달물질의 방출은 완전히 멈춘다. 이것은 REM 이완을 야기한다. 운동신경의 단계가 자극 받지 않고 근육은 움직이지 않는다. REM 이완의 부족은 꿈 동안에 발생하는 운동을 행동으로 나타내는 REM 행동 장애를 야기한도록 디자인된 특별한 MRI로 모니터 되었다. 그 연구자들은 시각제어, 청각, 후각, 촉각, 신체 운동과 균형을 조절하는 뇌의 부분의 활동을 찾아내었다.
REM과 관련된 안구운동은 REM 위 둔덕(superior cilliculus)의 투영과 뇌교의 핵에 의해 발생하고 PGO 파와 관련되어 있다.
꿈을 꾸는 동안, 본래의 시각피질 (visual cortex)는 비활성화된다. 반면에 두 번째 공간이 활성화 된다. 이것은 물체가 상상이나 시각 장면으로 나타날 때와 유사하다. 그것은 그들이 활동적으로 장면을 볼 때에 일어나는 것과는 다르다.

## 렘수면의 기능에 대한 가설
렘수면의 기능은 잘 알려지지 않았다. 몇몇 가설만이 제기된다.

### 기억 관련 가설
하나의 가설에 따르면, 특정 기억은 렘수면 동안에 통합된다. 유명한 연구는 REM이 절차상의 기억(procedure memory)과 공간의 기억(spatial memory)의 통합에 중요하다고 주장한다. 최근 연구는 비 렘수면(non-REM)의 인공적인 증가가 기억된 단어의 짝을 맞추는 다음 날의 기억을 향상시킨다. 오직 비 REM 을 포함한 낮잠은 절차상의 기억이 아닌 서술의 기억(declarative memory)을 향상시킨다고 주장 된다. 그러나 기억에서의 렘수면의 기능은 의심의 여지가 없다. Monoamine oxidase(MAO) 억제와 tricyclic antidepressants는 렘수면을 진압할 수 있다. 그러나 이 약물은 기억손상의 증거를 보여주지는 못한다. 반면에 어떤 연구는 MAO억제가 기억을 향상시키는 것을 보여준다. 게다가 뇌간의 유산탄 손상 때문에 렘수면이 없었거나 거의 없었던 사람의 경우, 개인의 기억약화는 볼 수 없었다.
상세하게 기억통합의 REM기능의 내용과 관련해서 Mitchison과 Crick은 내재하는 자연스러운 행동의 미덕으로서, 그들이 배우지 않음으로써 분류되는 과정인 “소뇌 피질에서의 세포의 상호작용으로 희망적일 수 없는 상황을 지우는 것” 이라고 렘수면의 기능을 주장한다. 결과적으로 이 기억은 더 강함과, 약하게 속삭임, 일시적, “소음” 해체된 기억 흔적과 관련한다.

### 본래 기능으로서의 중추신경계의 자극
렘수면의 발생가설로 알려진 다른 가설에 따르면, 이 수면 단계는 특별히 뇌 발달에 중요하다. 왜냐하면 가능한 그것은 신경자극을 제공하기 때문이다. 새로 태어난 신경자극은 신경체계 발달을 위해서 신경연결 성숙의 형성이 필요하다. 활동수면 손실(Active Sleep deprivation)의 효과에 대한 연구는 어릴 때의 손실은 행동의 문제, 영속적인 수면 붕괴, 뇌 용량의 감소의 결과와 신경세포 죽음의 병적인 양의 결과를 보여준다. 이 이론을 더 지지하는 것은 렘수면의 양에 대한 사실이다. 인간의 렘수면은 다른 종과 마찬가지로 나이에 따라 줄어든다.
한가지 중요한 발생 가설의 이론적인 결과는 렘수면이 아마 뇌가 성숙하는 필수 기능에 기본적이지 않을 것이라는 것이다. 중추신경계의 발달은 완료되었다. 그러나 뇌에서 신경 가소성의 과정은 끝나지 않는다. 렘수면은 계속되는 자발적인 자극의 자원으로써 인간의 신경발생과 연루된다는 점은 아마 계속될 것이다.

### 다른 가설들
그러나, 다른 이론은 monoamine의 정지가 총 민감성을 회복하기 위해 뇌의 monoamine 수용기를 되찾을 수 있게 하기 위해 요구 되는 것이라고 주장한다. 만약 렘수면이 반복적으로 중단된 사람은 다음 기회에 Rebound sleep으로 더 긴 렘수면을 보상 받을 것이다. 그 유일한 치료방법은 일찍 자는 것이다. 특정 신경전달물질의 불균형과 관계 되어 나타나는 우울증의 경우일 때, 예리한 렘수면 손실은 그 특정 우울증을 야기한다고 주장된다. 그러나 이것은 증명되지 않았다. 화학적 불균형의 가설을 증명할 실험도 알려지지 않았다. 대부분 항 우울증은 monoamine영향으로 인해 선택적으로 렘수면을 제어한다. 그러나 그 효과는 오랜 기간 지나면 효과가 감소한다.
일부 연구자들은 렘수면이 조류와 포유류의 생존을 위한 중요 기능을 돕는 것과 같은 복잡한 과정의 영구화라고 주장한다. 그것은 생존을 위한 생리적 필수요소를 이행한다. 손상된 렘수면 손실은 실험 동물의 죽음을 이끈다. 사람이나 실험 동물이나 둘 다 렘수면 손실은 몇몇 행동과 생리적 병적 이상을 이끈다. 렘수면 손실은 다양한 환경이 감염실험으로 주목되어 왔다. 렘수면이 감염된 동안 실험동물은 약해져서 생존가능성은 감소한다. 그 질과 양은 일반적으로 보통 몸의 생리에 렘수면의 필수적인 요소라는 가능성을 이끈다.
렘수면의 보조가설은 1966년 Frederic Snyder가 이전부터 세웠었다. 그것은 몇몇 포유류의 렘수면 (Hedgehog, rabbit, rhesus monkey)은 단기간의 깨어남에 따른다는 관찰에 기초한다. 이것은 비록 사람이 더 비렘수면에서 보다 렘수면으로부터 많이 깨어나는 것 같더라도 다른 고양이나 사람 모두 나타나지 않는다. Snyder는 가능한 포식자 때문에 환경을 훑어보기 위해 렘수면은 정기적으로 동물에서 활동한다는 가설을 세웠다. 그 가설은 렘수면의 근육불수를 설명할 수 없다.

### 렘수면에서의 수면 부족의 영향
연구에 의하면 수면 부족인 사람이 렘수면에 더 빠르게 진입할 수 있다. 또한 수면 부족 환자는 수면 부족이 아닌 일반적인 사람보다 페이즈 3, 페이즈 4, 그리고 렘수면 사이의 이동이 더 빠르다고도 한다.

### 렘수면과 창의성
창의성 형태에 의한 관련 요소의 새로운 결합은 수면구호(aid)에 유용하거나 몇몇 요구사항과 마주친다. 이것은 비 렘수면 보다 렘수면에서 더 많이 발생한다. 이것은 기억과정에서 보다 더 높은 렘수면 동안의 변화 탓으로 여겨졌다. 렘수면 동안에 해마에서의 아세틸콜린의 높은 수준이 신피질의 해머로부터 FEEDBACK을 진압한다. 그리고 신피질의 아세틸콜린과 노르에피네프린의 낮은 수준은 해머로부터의 조절 없는 신피질 부위 안에서의 관련된 활동이 퍼져나가는 것을 높인다. 대조적으로 의식이 깨어날 때 노르에피네프린과 아세틸콜린의 높은 수준은 신피질의 반복연결을 못하게 한다. 렘수면은 해머가 이전의미의 재현이나 교점과 관련하여 재해석 했을 것으로부터의 정보와 관련한 “연관성 있는 체계의 재조직을 위한 신피질 구조”에 따라 이 과정을 통해서 창의성과 더해진다.

## 다른 동물에서의 렘수면
렘수면은 모든 포유류에서 나타난다.

## 급속 안구 운동의 기능에 관한 가설
주사적 가설에 의하면, 렘수면 안구 운동의 방향성 자산은 몽상의 인지하는 변화와 관계된다. 이 가설의 반대는 각 안구 운동이 시력이 없을 지라도 배아에서 그리고 태어나 눈을 감고 있을 때 각각 발생한다는 것이다. 또한 두 눈의 REM들은 비 결합되어 있고 그래서 초점이 일치가 결여되어 있다. 이것을 지지하는 연구는 목표지향적 꿈을 찾는 것이다. 안구의 응시는 꿈을 꾸는 사람으로부터 묘사되는 행동을 향한 방향성을 가진다.
다른 이론들은 각막을 미끄럽게 하는 것이다. 뇌를 따듯하게 하고 신경회로를 자극하고 안정화시키는 것이 중추신경계의 지원 발달의 내부자극을 생성하거나, 다른 제안이 결여되거나 뇌 활성화의 무작위 생성이 있는 등 깨어있는 동안은 이것들이 활성화 되지 않는다.

## 발견
렘수면의 현상과 꿈의 연관은 1952년 Chiago대학의 재임기간에 의학 학도인 Eugene Aserinsky와 Nathaniel Kleitman과 조수 William C. Dement에 의해 발견되었다. Kleitman과 Aserinsky의 중대한 글은 1953년 9월 10일 출간되었다.

## REM 결핍과 회복
사람이나 동물을 대상으로 렘수면이 나타날 때마다 강제로 깨워 REM을 박탈시키는 실험을 행할 수 있다. 이러한 강제 각성은 일반적인 수면도 동시에 박탈하기 때문에 통제집단 피험자들에게도 서파 수면을 하는 동안 렘수면을 박탈한 횟수나 시간만큼 서파 수면을 박탈시켜야 한다. 비록 초기의 연구들에서는 REM 박탈효과가 매우 극적인 효과가 있다고 보고되었지만, 그 후의 연구들에서는 그 효과가 그렇게 극적인 것이 아니라고 주장한다. 그러나 한 가지 명백한 결과는 REM을 박탈당한 사람은 REM을 박탈당한 다음날 밤에 보다 많은 REM을 취함으로써 박탈된 REM을 보상받으려는 것 같다는 것이다. 이러한 REM 회복은 동물이나 사람 모두에서 나타난다. REM 박탈로부터 초래되는 뚜렷한 장기적 효과는 없다고 한다.

## 우울증 환자의 수면과 꿈
REM 박탈이 우울증 환자의 치료에 성공적인 방법이 될 수 있다는 보고가 있어 주목을 끈다. REM 박탈이 장기적으로 유해한 결과를 가져오지 않기 때문에 REM을 박탈함으로써 우울증을 치료하는 것은 유용한 방법이 될 수 있을 것으로 기대된다. 정상인과 우울증 환자 사이의 주요 차이는 렘수면의 총 시간에서 차이가 나는 것이 아니라 REM의 분포상에 차이가 있고, 우울증의 개선 정도와 렘수면의 분포 사이에 상관관계가 있다는 것이다. 연구자들은 우울증 환자의 경우 수면주기의 발진자가 손상되거나 약화되어 있기 때문에 REM 박탈에 의해 이 발진자를 자극하게 되면 우울증이 개선될 것이라고 주장한다. 우울증 치료에 효과가 있는 모든 약물은 근본적으로 렘수면 비율을 감소시키지만 전반적인 수면시간은 증가시킨다는 사실이 발견되었다. 렘수면이 서파 수면보다는 꿈과 더 높은 상관관계가 있다는 발견은 꿈에 관한 연구를 자극하게 되었지만, 꿈의 기능에 관해서는 아직도 잘 모르는 것이 대부분이다. 이런 연구들로부터 몇 가지 새로운 사실이 보고되었다. 예컨대 긴 꿈이라 해서 실제 시간이 더 긴것은 아니며, 수면중 배뇨는 꿈과는 무관하며 오히려 서파수면 기간 동안 더 자주 나타나며, 수면중에 일어나 정신 없이 걷는 현상도 3,4 단계의 수면에서 더 잘 나타난다는 것이다.어린이나 어른들이 가끔 꾸는 악몽도 서파 수면 동안에 나타나지만 가위눌림(nightmare)은 렘수면 동안에 나타나는 것이 보통이다.

## 참고 문헌
- Carson III, Culley C., Kirby, Roger S., Goldstein, Irwin, editors, "Textbook of Erectile Dysfunction" Oxford, U.K.; Isis Medical Media, Ltd., 1999; Moreland, R.B. & Nehra, A.; Pathosphysiology of erectile dysfunction; a molecular basis, role of NPT in maintaining potency: pp. 105–15.

## 더 읽을거리
- Frederic Snyder (1966). "Toward an Evolutionary Theory of Dreaming". American Journal of Psychiatry 123: 121–142.
- Edward F. Pace-Schott, ed (2003). Sleep and Dreaming: Scientific Advances and Reconsiderations. Cambridge University Press. ISBN 0-521-00869-7.
- Koulack, D. To Catch A Dream: Explorations of Dreaming. New York, SUNY, 1991.

## 같이 보기
- 비렘수면(NREM)
- 잠
- 이인증
- 기면증